# Volodimir Mikolajovics Troskin
Volodimir Mikolajovics Troskin (ukránul: Володимир Миколайович Трошкін, oroszul: Владимир Николаевич Трошкин; Jenakijeve, 1947. szeptember 28. – 2020. július 5.) szovjet válogatott ukrán labdarúgó, edző.

## Pályafutása

### Klubcsapatban
1968 és 1969 között az SZKA Kijiv játékosa volt. 1969-ben igazolt a Dinamo Kijiv csapatához, ahol nyolc évet töltött. Négyszeres szovjet bajnok és egyszeres szovjet kupagyőztes. 1975-ben csapatával megnyerte a kupagyőztesek Európa-kupáját és az UEFA-szuperkupát is. 1978-ban a Dnyipro játékosaként vonult vissza. 

### A válogatottban
1972 és 1977 között 31 alkalommal szerepelt a szovjet válogatottban és 1 gólt szerzett. Részt vett az 1972-es Európa-bajnokságon, ahol ezüstérmet szerzett és tagja volt az 1976. évi nyári olimpiai játékokon bronzérmet szerző válogatott keretének is.

## Sikerei, díjai
Dinamo Kijiv
- Szovjet bajnok (4): 1971, 1974, 1975, 1977
- Szovjet kupa (1): 1974
- Kupagyőztesek Európa-kupája (1): 1974–75
- UEFA-szuperkupa (1): 1975

Szovjetunió
- Európa-bajnoki ezüstérmes (1): 1972
- Olimpiai bronzérmes (1): 1976